# Брестов (Хумење)
Брестов (слч. Brestov) насељено је мјесто са административним статусом сеоске општине (слч. obec) у округу Хумење, у Прешовском крају, Словачка Република.

## Становништво
| Година:    | 1994. | 2004.   | 2014.   | 2024.   |
| ---------- | ----- | ------- | ------- | ------- |
| Број људи: | 501   | 546     | 599     | 569     |
| Разлика:   |       | +8,98 % | +9,70 % | -5,00 % |

| Година:    | 2023. | 2024.   |
| ---------- | ----- | ------- |
| Број људи: | 580   | 569     |
| Разлика:   |       | -1,89 % |

Према подацима о броју становника из 2024. године насеље је имало 569 становника.